# Feröeri labdarúgó-bajnokság (első osztály)
A Vodafonedeildin a Feröeri labdarúgó-bajnokság első osztálya. A bajnokságot 1942-ben alapították.
A Vodafonedeildinben jelenleg 10 csapat szerepel, melyek közül a szezon végén kettő kiesik, és két másik jut fel a másodosztályból.

## Történelem
Jóllehet a ligát 1942-ben alapították, a feröeri klubok 1993-ig nem vettek részt az európai kupaküzdelmekben. Az első liga hivatalos elnevezése 1975-ig Meistaradeildin, 1976-tól 2004-ig pedig 1. deild (1. osztály) volt. 2005 óta ezt a nevet a második liga viseli, az első liga pedig a főszponzor, a Formula feröeri informatikai vállalat nevét vette fel, így 2008-ig Formuladeildin néven került megrendezésre. 2009-től a Vodafone lett a névadó szponzor.

## Bajnokok
| Címek száma | Csapat          | Szezon |
| ----------- | --------------- | --- |
| 24          | HB Tórshavn     | 1955, 1960, 1963, 1964, 1965, 1971, 1973, 1974, 1975, 1978, 1981, 1982, 1988, 1990, 1998, 2002, 2003, 2004, 2006, 2009, 2010, 2013, 2018, 2020 |
| 20          | KÍ Klaksvík     | 1942, 1945, 1952, 1953, 1954, 1956, 1957, 1958, 1961, 1966, 1967, 1968, 1969, 1970, 1972, 1991, 1999, 2019, 2021, 2022                         |
| 11          | B36 Tórshavn    | 1946, 1948, 1950, 1959, 1962, 1997, 2001, 2005, 2011, 2014, 2015                                                                               |
| 7           | TB Tvøroyri     | 1943, 1949, 1951, 1976, 1977, 1980, 1987 |
| 6           | GÍ Gøta         | 1983, 1986, 1993, 1994, 1995, 1996 |
| 3           | B68 Toftir      | 1984, 1985, 1992 |
| 2           | EB/Streymur     | 2008, 2012 |
| 2           | Víkingur Gøta   | 2016, 2017 |
| 1           | SÍ Sørvágur     | 1947 |
| 1           | ÍF Fuglafjørður | 1979 |
| 1           | B71 Sandur      | 1989 |
| 1           | VB Vágur        | 2000 |
| 1           | NSÍ Runavík     | 2007 |

## Érdekességek
- Egy csapat van, amely mindeddig végig az első osztályban játszott: a HB Tórshavn.

## Jelentős külföldi játékosok
A félkövérrel jelölt játékosok szerepeltek hazájuk felnőtt válogatott keretében labdarúgó-világbajnokságon.
| - Ninoslav Milenković - Anderson Ribeiro Pereira - Jan Larsen - Heine Fernandez - Mustapha Kamal N'Daw - Balog Marcell - Gángó András - Potemkin Károly - Turi Géza - Adeshina Lawal - James Baird - Kareem Smith |

## A bajnokság helyezése az UEFA-rangsorban
A bajnokság helyezése 2011-ben az UEFA rangsorában. (Dőlt betűvel az előző bajnoki év helyezése, zárójelben az UEFA-együttható).
- 48.  (52.)  BOV Premier League (2,416)
- 49.  (49.)  IFA Premiership (2,249)
- 50.  (48.)  Vodafonedeildin (1,416)
- 51.  (50.)  BGL Ligue (1,374)
- 52.  (51.)  Primera Divisió (1,000)